# Hollogne-sur-Geer
Hollogne-sur-Geer (en való Hologne) és una entitat del municipi de Geer, a la província de Lieja de la regió valona de Bèlgica. Fins al 1977 era un municipi independent. Es troba a l'altiplà d'Haspengouw, una terra molt rica i és regat pel riu Jeker.
Història
De totes les senyories de l'actual municipi de Geer, Hollogne era la més important. Era un feu del ducat de Brabant, després de la cort del comtat de Namur, i finalment dels prínceps-bisbes de Lieja que no volien acceptar aquest enclavat al seu territori. Després de moltes batalles, el territori terminà en tenir una sobirania compartida entre el príncep-bisbe de Lieja i el comte de Namur. El primer esment escrit del poble Hollonia data del 15 de març de 1229: es tracta d'una acta entre Henric i Marguerita, comtes de Namur i el cavaller Guillem d'Atrive. Aquest darrere va deixar els seus drets de la procura d'Andenne als comtes i en bescanvi va rebre les possessions dels comtes a Hollogne i a Housdeng. Hollogne va romandre a la família d'Atrive fins a 1311. Va passar consecutivament a la casa de Harduemont, al segle XV a la casa dels De Seraing fins a la fi de l'antic règim.
Hollogne fou la víctima de moltes batalles, de la qual el castell, els camps de conreu i la població van patir. Una primera vegada durant la guerra dels Awans i dels Waroux el 1312, el 1483 durant la guerra de successió de Lieja entre Guillem de la Mark i Maximilià I, quan aquest darrere volia venjar la mort de Lluís de Borbó, el 1651 eren les tropes de Lorena, el 1672 les tropes d'Enric de la Tour de Auvergne-Bouillon, dit Turenne, el 1673 les tropes de Lluís II de Borbó-Condé van seguir, el 1693 les tropes francesos van tornar.
El castell d'Hollogne no va pas sobreviure a tots aquests setges. Avui només en queda una torre i unes dependències, com la fàbrica de cervesa, la masia castral i el molí d'aigua banal. Nogensmenys queden unes masies i altres edificis històrics interessants.

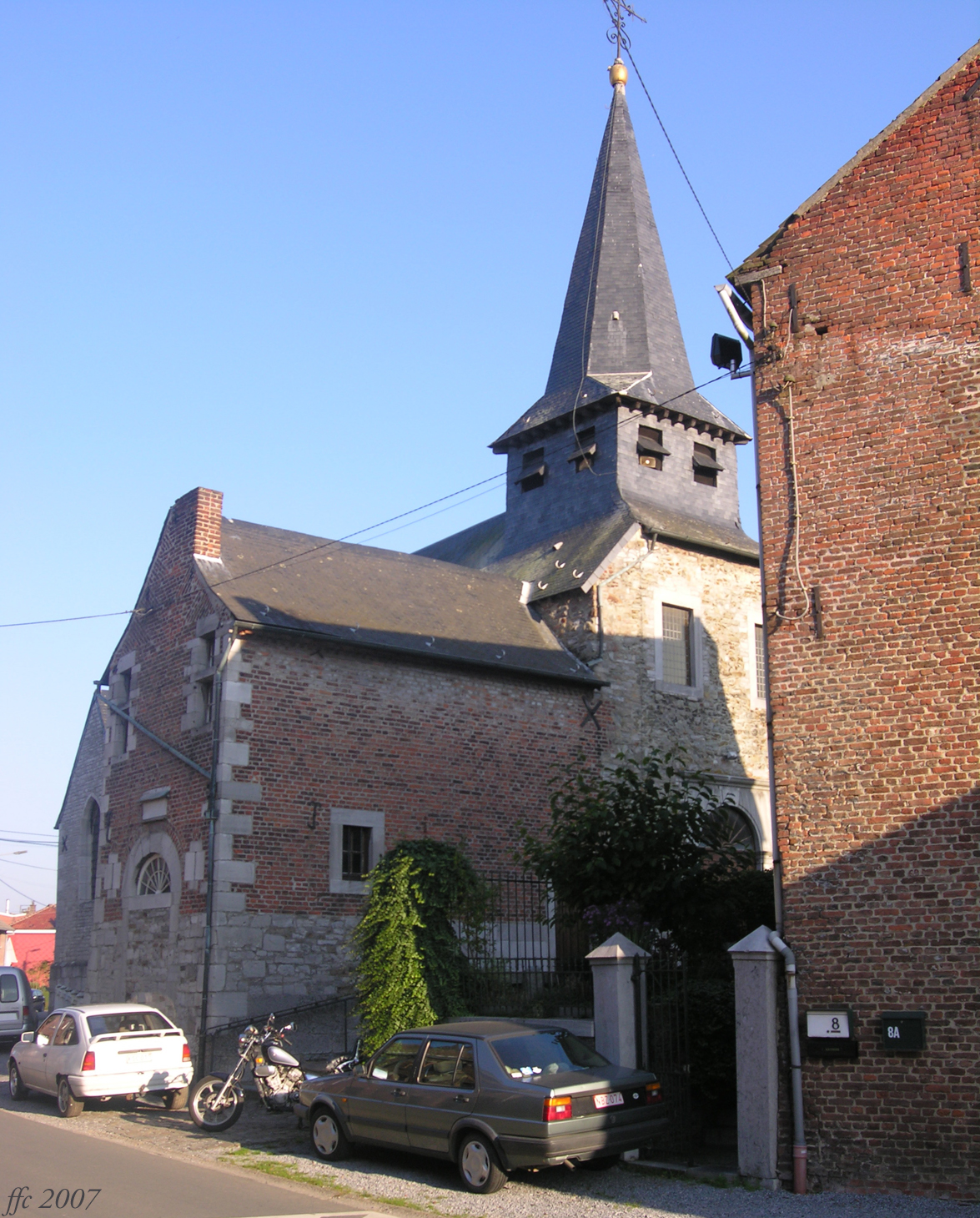
Església de Sant Brictius
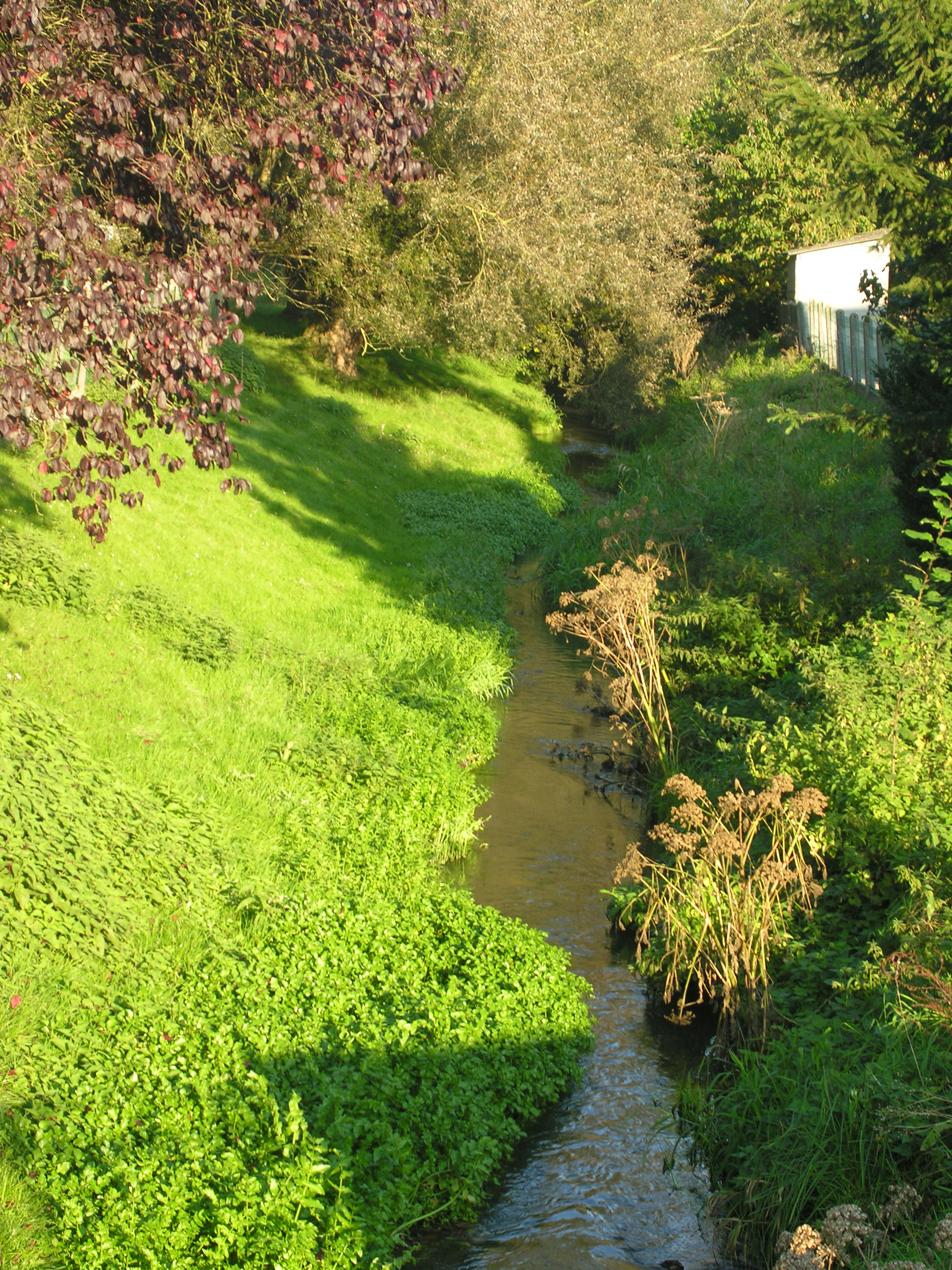
El Jeker a Hollogne
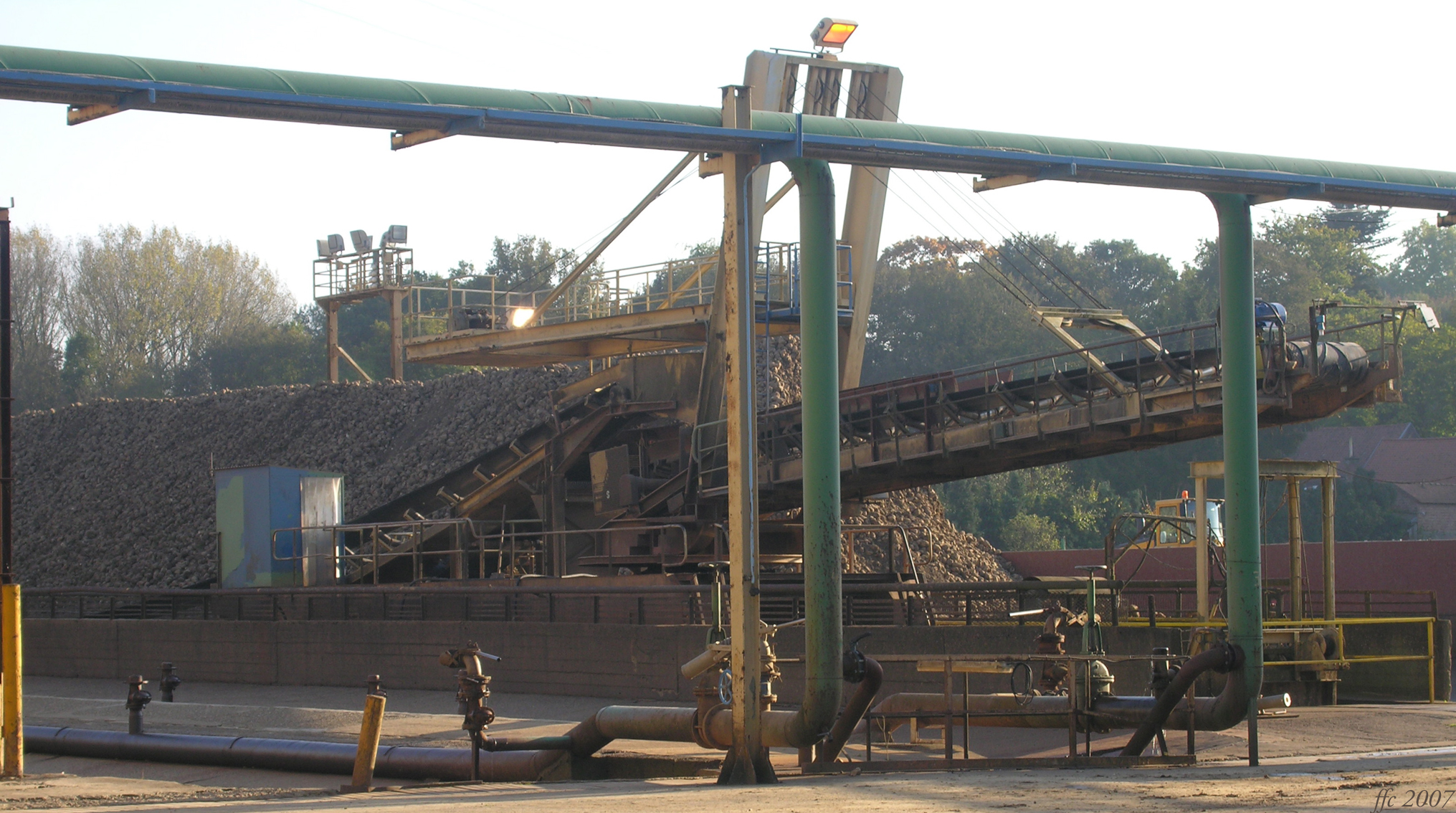
Remolatxes després de la recol·lecció a la refineria d'Hollogne
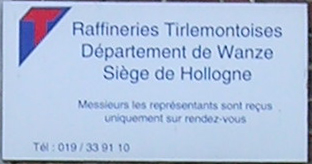
Placa amb el logo del grup sucrer Tienen
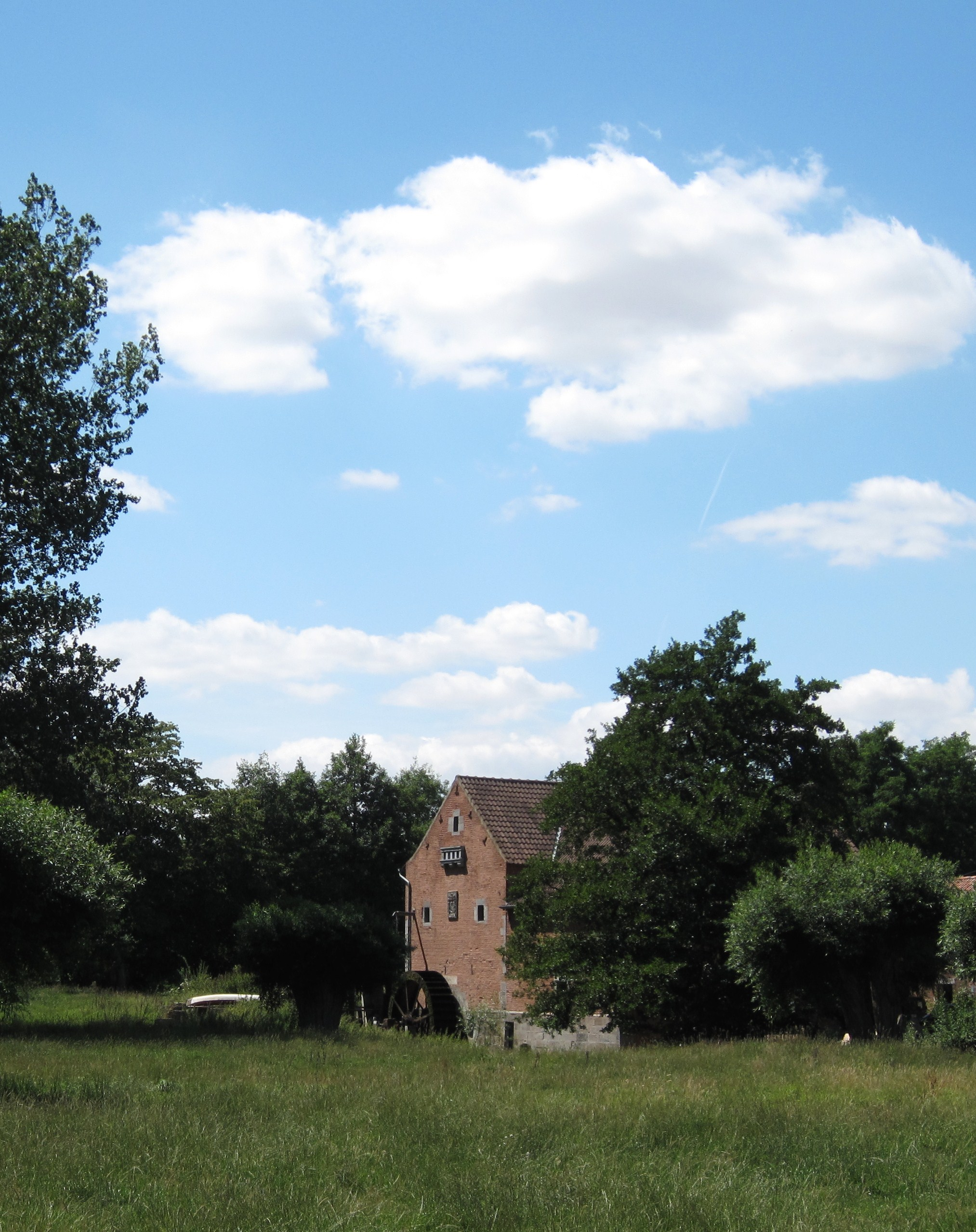
Molí d'aigua

Avui
Avui com ahir, la principal activitat econòmica del poble queda l'agricultura i la indústria del sucre. La terra rica d'"Haspengouw seca" convé bé per a conrear el blat i les remolatxes. El grup Tiense Suiker, ell mateix una sucursal del grup multinacional Sudzücker hi explota una sucreria que només s'activa uns mesos l'any, durant l'estació de la recol·lecció de les bledes-raves.

## Llocs d'interès
- Ruïnes del castell fortificat dels senyors d'Hollogne-sur-Geer
- El molí d'aigua banal (1646). L'antic molí de blat va ser restaurat el 2008 i serveix per a la producció d'energia renovable.
- La masia castral
- La masia Pirlot (segle XIX)
- La masia Manil (segle XVIII)
- Graner a carcassa de fusta
- La fàbrica de cervesa del castell (1753)
- L'església de Sant Brictius